# Roza Otunbajeva
Roza Otunbajeva (Os, Kirgizisztán, 1950. augusztus 23. –), teljes neve: Roza Iszakovna Otunbajeva, kirgiz és orosz nyelven:  Роза Исаковна Отунбаева, filozófus, 2010. április 7-étől május 19-éig az Ideiglenes Kormány feje és ezzel együtt Kirgizisztán ügyvezető államfője 2011 végéig. Elvált, két gyermek anyja. Lánya Karacsacs, fia Ataj. Anyanyelve, a kirgiz mellett folyékonyan beszél oroszul és angolul.

## Élete
Apja Iszak Otunbajev, aki a Kirgiz Legfelsőbb Bíróság tagja, édesanyja Szalijka Danyijarova, tanárnő. Szülei nyolc gyereke közül ő a másodszülött.
Filozófia szakot végzett a moszkvai Lomonoszov Egyetemen. Doktori fokozatát a Marxista–leninista dialektika meghamisítása a frankfurti iskola filozófusai által című disszertációja megírásával szerezte, melyet részben az NDK-ban folytatott tanulmányai is ihlettek. Majd hat évig dialektikus materializmust tanított a Frunzei Egyetemen.
Kirgizisztán külügyminisztere volt 1992-ben, 1994–97-ig és 2005-ben, és 2010. április 7-étől Kirgizisztán elnöke. 1981-ben a Szovjetunió Kommunista Pártjának (SZKP) funkcionáriusa lett Kirgizisztán akkor még Frunze nevű fővárosában, a mai Biskekben. 1986-ban ő lett a Kirgiz Szovjet Szocialista Köztársaság minisztertanácsának elnökhelyettese. 1989 és 1991 a Szovjetunió külügyminisztériumánál dolgozott Moszkvában. A Szovjetunió megszűnése után visszatért az immár függetlenné vált Kirgizisztánba. Ő lett hazája külügyminisztere 1992-ben, majd 1992-től 1994-ig az USA-ba és Kanadába, 1997-től 2002-ig pedig  Nagy-Britanniába akkreditált nagykövete. 2002-től az ENSZ főtitkára különleges megbízottjának asszisztense lett az abház konfliktusban, ekkor szemtanúja volt az Eduard Sevardnadze grúz elnök elleni 2003-as Rózsás Forradalomnak. 2004 nyarán visszatért hazájába és három másik ellenzéki képviselőtársával megalapította a Haza (Ata-dzsurt, Ата журт) nevű politikai mozgalmat. A 2005. február 27-én esedékes parlamenti választáson való indulását azzal az ürüggyel utasították el, hogy a megelőző öt évben nem tartózkodott Kirgizisztánban. Szerepet vállalt a választási csalásokban vétkes Aszkar Akajev elnök elűzésében, akit az ezt követő népharag következtében fellépő Tulipános Forradalom buktatott meg 2005. március 24-én. Ekkor rövid ideig újra ő lett a külügyminiszter, de szeptemberben már elutasította őt az újjáválasztott parlament, mikor az új elnök, Kurmanbek Bakijev újra őt kívánta jelölni erre a posztra.
Otunbajeva fokozatosan kiszorult a hatalomból, és ő lett Bakijev egyik legfőbb ellenfele, az ellenzék vezére. 2006 januárjában társelnöke lett a Zászló (Aszaba, Асаба, Nemzeti Ébredés Párt) nevű politikai tömörülésnek. Otunbajeva végül 2007-ben bekerült a parlamentbe a Szociáldemokrata Párt színeiben, bár a szociáldemokraták a 90 mandátumból csak 11-et tudtak megszerezni, míg Bakijev pártja 71-et. 2009-ben ő lett pártja parlamenti frakciójának a vezetője.
2010-ben felkelések robbantak ki Bakijev uralma ellen, aki pár héttel később elmenekült az országból, és jelenleg Fehéroroszországban tartózkodik, és a politikai hatalomba való visszatérésén tevékenykedik, de Otunbajeva kormánya a kiadatását és bíróság elé állítását követeli. Bakijev elűzésével ő lett az Ideiglenes Kormány elnöke és ezzel együtt az ideiglenes köztársasági elnök, és ebbéli megbízatását 2011 végéig  meghosszabbították, melyet a 2010. június 27-én megtartott népszavazáson is megerősítettek, de az új parlamenti választásokat előreláthatólag 2010 októberében tartják meg. Otunbajeva kormányát elismerték a nagyhatalmak is, mind az Egyesült Államok, mind pedig Oroszország kormánya.
2010. június 12-én Roza Otunbajeva levélben fordult Dmitrij Medvegyev orosz elnökhöz, melyben katonai segítséget kért Oroszországtól az etnikai alapú zavargások megfékezésére, melyek Kirgizisztán második legnagyobb városában, az elnökasszony szülővárosában, Osban törtek ki. A kirgiz elnöknő ugyanezen a napon aláírt egy rendeletet, mely szerint elrendelte a tartalékosok részleges mozgósítását is, hogy a törvényes kirgiz kormány elleni zavargásokat hatékonyan le tudja verni.
Az elnökasszony 2010. július 3-án letette a hivatali esküt, azt követően, hogy a 2010. június 27-én tartott népszavazás helyben hagyta az új alkotmányt, mely szerint Kirgizisztán a jövőben elnöki köztársaságból parlamentáris köztársaság lesz. A 90,55%-os többséggel támogatott referendum eredményeként a népfelkeléssel hatalomra jutott új elnök ezzel megkérdőjelezhetetlenül legitim államfővé vált.
„Szakértők az egyik legtapasztaltabb kirgiz politikusnak tartják Otunbajevát, akit pragmatikus politikusként, jó diplomataként és tapasztalt tárgyalóként, valamint integráló személyiségként jellemeznek, aki képes lehet az eddigieknél konzisztensebb, következetesebb politikát folytatni a Kína–USA–Oroszország erőtérben.”